# Parectropis variegata
Parectropis variegata là một loài bướm đêm trong họ Geometridae.